# Saint Seiya: Meiō Iden - Dark Wing
Saint Seiya: Meiō Iden - Dark Wing (聖闘士星矢 冥王異伝 ダークウィング, Seinto Seiya: Meiō Iden Dāku Uingu) es un manga spin-off escrito por Kenji Saitō (サイトウケンジ, Saitō Kenji) e ilustrado por Shinshū Ueda (上田信舟, Ueda Shinshū) basado en la obra original de Masami Kurumada. Su serialización se anunció por primera vez el 19 de noviembre de 2020.

## Argumento
La historia sigue a Shōichirō, un joven normal y corriente de secundaria que después de cierto incidente, despierta en el inframundo, donde descubre que es elegido para convertirse en uno de los 108 Espectros de Hades, uno de los tres Jueces del Inframundo.
Descripción de la serie en la revista Champion Red.

¡Comienza una nueva serie! ¿¡El próximo Saint Seiya será una reencarnación en un mundo diferente!? (新シリーズ始動!! 今度の「星矢」はまさかの異世界転生!?)

Debería ser un estudiante de preparatoria común y corriente...
Pero luego del accidente que sufrió, ¿Shōichirō ha despertado en el Inframundo?
(普通の高校生だったはずなのに…。
事故に巻き込まれた翔一郎が目を覚ましたのは冥界？)

Un estudiante de preparatoria común y corriente que sufrió un accidente, ¡¿El lugar donde se despertó es el Inframundo!?
Quien apareció frente a Hades, el Rey del Inframundo..., ¿¡eso quiere decir que yo...!? (普通の高校生が事故まきこまれ、目が覚めた所は冥界！？目の前にいたのは冥王ハーデス…、ってことはオレは！？)

## Personajes

### Ejército de Athena
- Athena (アテナ, Atena), quien es una joven estudiante de segundo año de la clase B en la escuela afiliada a la Fundación Graad que despierta como Athena. Su nombre completo es Cattleya Mikagami.

- Teseo de Aries (牡羊座のテセウス, Ariesu no Teseusu), quien es el Caballero Dorado de Aries que se infiltra en la escuela como un estudiante de segundo año de la clase B para vigilar y proteger en secreto a Cattleya Mikagami, la reencarnación de Athena. Su nombre completo es Teseo Gavras.

- Ain de Tauro (牡牛座のアイン, Taurusu no Ain), quien es el Caballero Dorado de Tauro en el Santuario de Athena.

- Sōjirō de Géminis (双子座の惣次郎, Jemini no Sōjirō), quien es el Caballero Dorado de Géminis que se infiltra en la escuela como un estudiante de segundo año de la clase B para vigilar y proteger en secreto a su mejor amiga Cattleya Mikagami, la reencarnación de Athena. Su nombre completo es Sōjirō Tokito, y es el hermano gemelo de Shōichirō Tokito.

- Crematorio de Cáncer (蟹座のクリマトーリオ, Kyansā no Kurimatōrio), quien es el Caballero Dorado de Cáncer en el Santuario de Athena.

- Vassilios de Leo (獅子座のヴァシリオス, Reo no Vashiriosu), quien es el Caballero Dorado de Leo en el Santuario de Athena.

- Renge de Virgo (乙女座のレンゲ, Barugo no Renge), quien es el Caballero Dorado de Virgo en el Santuario de Athena.

- Kōgetsuki de Libra (天秤座の紅月姫, Raibura no Kōgetsuki), quien es la mujer Caballero Dorado de Libra en el Santuario de Athena.

- Eulalia de Escorpión (蠍座のエウラリア, Sukōpion no Euraria), quien es la mujer Caballero Dorado de Escorpión en el Santuario de Athena.

- Aiolos de Sagitario, quien es el Caballero Dorado de Sagitario en el Santuario de Athena.

- Sagitarius de Sagitario, es el Caballero Dorado de Sagitario en el Santuario de Athena con el Cloth de Sagitario versión anime.

- Eito de Capricornio (山羊座の詠斗, Kapurikōn no Eito), quien es el Caballero Dorado de Capricornio en el Santuario de Athena. Estudiante de segundo año de la clase E, que a diferencia de Teseo, Sōjirō y Aiolos, el considera a Cattleya una impostora y que no es la verdadera Athena. Eito permanece en la escuela para investigar y cazar a los espectros que están apareciendo por ese lugar, además de vigilar a los demás Caballeros Dorados infiltrados. Su nombre completo es Eito Kuzuryu.

- Tristán de Acuario (水瓶座のトリスタン, Akueriasu no Torisutan), quien es el Caballero Dorado de Acuario en el Santuario de Athena.

- Alfreid de Piscis (魚座のアルフリード, Pisukesu no Arufurīdo), quien es el Caballero Dorado de Piscis en el Santuario de Athena.

### Ejército de Hades
- Hades (Mayoi Tsukishima), quien es el joven con el corazón más puro para ser el huésped del alma de Hades, escogido por Hypnos. Hermano menor de Yoruhime Tsukishima.

- Pandora (月嶋夜姫, Yoruhime Tsukishima), quien es una estudiante de segundo año de la clase B en la escuela afiliada a la Fundación Graad que despierta como Pandora, la comandante del ejército de Hades. Hermana mayor de Mayoi Tsukishima.

#### Jueces del Inframundo
- Matsuri de Garuda (ガルーダのマツリ, garūda no matsuri), quien es el hermano de Cattleya Mikagami y anterior estudiante de cuarto año en la escuela afiliada a la Fundación Graad que despierta bajo la Estrella Celeste de la Valentía (天雄星, tenyūsei), una de las 108 Estrellas Malignas de Hades, el dios del Inframundo, y uno de los tres Jueces Infernales. Su nombre completo es Matsuri Mikagami.

- Shōichirō de Wyvern (ワイバーンの翔一郎, waibān no shōichirō), quien es un estudiante de segundo año de la clase A en la escuela afiliada a la Fundación Graad que despierta bajo la Estrella Celeste de la Ferocidad (天猛星, tenmōsei), una de las 108 Estrellas Malignas de Hades, el dios del Inframundo, y uno de los tres Jueces Infernales. Su nombre completo es Shōichirō Tokito.

- Lucas de Grifo (グリフォンのルーカス, gurifon no Rūkasu), quien es un estudiante de tercero año de la clase A en la escuela afiliada a la Fundación Graad que despierta bajo una Estrella Maligna de Hades bajo la Estrella Celeste de la Nobleza (天貴星, Tenkisei), el dios del Inframundo, y uno de los tres Jueces Infernales. Su especialidad en la escuela es el Piano Su nombre completo es Lucas Hagen.

#### Espectros
- Charlotte de Nigromante (ネクロマンサーのシャルロット, nekuromansā no sharurotto), quien es una estudiante de segundo año de la clase B en la escuela afiliada a la Fundación Graad que despierta bajo la Estrella Celeste del Espíritu (天霊星, tenreisei), una de las 108 Estrellas Malignas de Hades, el dios del Inframundo. Su nombre completo es Charlotte Kazahana.

- Suzuri de Lélape (ライラプスの鈴里, rairapusu no suzuri), quien es una estudiante de primer año de la clase A en la escuela afiliada a la Fundación Graad que despierta bajo la Estrella Terrestre del Perro (地狗星, chikusei), una de las 108 Estrellas Malignas de Hades, el dios del Inframundo. Su nombre completo es Suzuri Okino.

- Zhu de Harpía (ハーピーの朱, hāpī no shū), quien es una estudiante de primer año de la clase A en la escuela afiliada a la Fundación Graad que despierta bajo la Estrella Celeste de la Lamentación (天哭星, tenkokusei), una de las 108 Estrellas Malignas de Hades, el dios del Inframundo. Su nombre completo es Zhu Chūnfēng.

- Esther de Esfinge (スフィンクスのエステル, Sufinkusu no Esuteru), quien es una estudiante de primer año de la clase A en la escuela afiliada a la fundación Graad que despierta bajo una Estrella Maligna de Hades. Su nombre completo es Esther Xerxes (エステル クセルクス, esuteru kuserukusu).

### Ejército de Demiurgos
- Demiurgos ( デミウルゴス, Demiurugosu), también conocido como Yaldabaoth (ヤルダバオト, Yarudabaoto), es el principal antagonista del manga spin-off "Saint Seiya: Meiō Iden - Dark Wing". Esta antigua y poderosa deidad tiene la capacidad de manipular el destino y el ciclo de la reencarnación. Según Athena, Demiurgos alberga un profundo odio hacia todos los demás dioses y mitos. Su presencia representa una amenaza para toda la existencia, ya que busca destruir el mundo de los vivos, el de los muertos y el celestial. Es él quien ha alterado y manipulado el curso de la Guerra Santa entre Athena y Hades en el universo de Dark Wing. Fue responsable de la destrucción del Inframundo y logró engañar a Hades haciéndole creer que Athena era la culpable. Además, ha convencido a algunos Specters y Saints para que se unan a él en sus objetivos, obteniendo así su apoyo para avivar el conflicto entre estas dos deidades. Actualmente, Yaldabaoth se encuentra sellado en los confines de una dimensión distante. Aquellos que le sirven desean liberarlo de su prisión, ofreciendo para ello el sacrificio de miles de seres humanos y el cosmos de los Saints y Specters más poderosos, cuyo poder puede resonar más allá del tiempo y las dimensiones. Sus subordinados creen que al liberarlo de su prisión, se convertirá en el "nuevo dios creador".

#### Clowns
- Julius Griffin (ジュリアス グリフィン, Juriasu Gurifin), Es un estudiante de segundo año que forma parte de la clase A de la Graad International University High School, y su especialidad dentro del colegio es el fútbol. También es el presidente del consejo estudiantil y un alumno que se destaca como uno de los mejores en casi cualquier materia. En la historia, Julius se nos presenta como una figura enigmática, quien posee un cosmos poderoso y malévolo. Además, parece estar al servicio del Demiurgos y, junto a Matsuri, está manipulando todos los acontecimientos que suceden a lo largo de la trama, tanto para los Saints como para los Specters.

- Shedim (シェディム, Shedimu), Este formidable guerrero actúa bajo las órdenes del dios Demiurgos y forma parte de sus Clowns, ostentando el título de Rey de las Espadas (剣王騎, Ken'ouki) entre estos guerreros. Aunque sus motivaciones, al igual que las de su dios, siguen siendo un enigma, Shedim se muestra leal a él, llevando a cabo diversas actividades para cumplir los objetivos de esta deidad.

- Seirim (セイリム, Seirimu), Forma parte de los Clowns, guerreros al servicio del dios Demiurgos, y ostenta el título de Rey de Diamantes (宝王騎, Hououki), como uno de los Cuatro Jinetes. Junto con sus compañeros, ha manipulado la Guerra Santa entre Athena y Hades, creando un cuento de ruina donde ella interpreta el papel de la "Bruja". Es responsable de dirigir la ceremonia conocida como el Sabbath, donde ha manipulado varios eventos para sacrificar los cosmos de los Specters y Saints más poderosos, así como las vidas de todos los habitantes de la ciudad cercana a la Academia Graad. Su objetivo es liberar al Demiurgos de su prisión en otra dimensión y traerlo a su mundo.

## Volúmenes
Escrito por Kenji Saitō e ilustrado por Shinshū Ueda, Saint Seiya: Meiō Iden - Dark Wing empezó en la revista de Champion Red de la editorial Akita Shoten el 19 de diciembre de 2020. El primer volumen fue publicado el 18 de junio de 2021.
| Volumen 1 | ISBN                   | Publicado           |
| Volumen 1 | ISBN 978-4-253-32021-4 | 18 de junio de 2021 |
| |                        |                     |
| Contiene los capítulos: - 001. El Joven de las Negras (黒翼の少年 Kuro tsubasa no Shōnen?) - 002. La Misión del Rey del Inframundo (冥王の使命 Meiō no Shimei?) - 003. El Joven de Géminis (双子座の少年 Futagoza no Shōnen?) - 004. Los Pensamientos de Plutón (冥王星の思感 Meiōsei no Shitau-kan?) - 005. Meteoro de Sagitario (射手座の流星 Iteza no Ryūsei?) |                        |                     |

| Volumen 2 | ISBN                   | Publicado           |
| Volumen 2 | ISBN 978-4-253-32021-4 | 20 de enero de 2022 |
| |                        |                     |
| Contiene los capítulos: - 006. Sirviente de la Princesa del Inframundo (冥界姫の従者 Meikai Hime no Jūsha?) - 007. Agente de Justicia (正義の代行者 Seigi no Daikōsha?) - 008. Cosmos de Tiranía (暴虐の小宇宙 Bōgyaku no Shōuchū?) - 009. El Despertar de la Diosa (女神の覚醒 Megami no Kakusei?) - 010. Caballeros Dorados (黄金聖闘士 Gōrudo Seinto?) |                        |                     |

| Volumen 3 | ISBN                   | Publicado                |
| Volumen 3 | ISBN 978-4-253-32023-8 | 20 de septiembre de 2022 |
| |                        |                          |
| Contiene los capítulos: - 011. Pandora (パンドラ Pandora?) - 012. Despertar (目覚め Mezame?) - 013. Explosión de Galaxias (銀河の炸裂 Ginga no Sakuretsu?) - 014. Enfrentamiento Cumbre (頂上対決 Chōjō Taiketsu?) - 015. Arquero Oscuro (暗黒の射手 Ankoku no Ite?) - 016. El Deseo de la Diosa (女神の願い Megami no Negai?) - 017. La Venganza de Capricornio (復讐の山羊座 Fukushū no Kapurikōn?) |                        |                          |

| Volumen 4 | ISBN                   | Publicado           |
| Volumen 4 | ISBN 978-4-253-32024-5 | 20 de junio de 2023 |
| |                        |                     |
| Contiene los capítulos: - 018. El Verdadero Poder de Kuzuryū Eito (九頭龍詠斗の真の力 Kuzuryū Eito no Shin no Chikara?) - 019. Voluntad y Determinación (意地と覚悟 Iji to Kakugo?) - 020. Gran Decisión (偉大なる決定 Idainaru Kettei?) - 021. Despertar (目覚め Mezame?) - 022. Retorciéndose (蠢動 Shundō?) - 023. La Sombra de la Celestial Nobleza (天貴の影 Tenki no Kage?) |                        |                     |

### Capítulos sin compilar
- 024. La Princesa Escorpión Dorada (黄金の蠍姫 Kogane no Sasori Hime?), publicado el 19 de junio de 2023.
- 025. La Balanza de la Verdad (真実の天秤 Shinjitsu no Tenbin?), publicado el 19 de julio de 2023.
- 026. Rey de Espadas (剣王騎 Ken'ōki?), publicado el 19 de agosto de 2023.
- 027. Puño VS Espada (拳VS剣 Ken VS Ken?), publicado el 19 de septiembre de 2023.